# Sheilan
 (décembre 2024).
Sheilan est un groupe espagnol de heavy metal, originaire de Ceuta. Il est composé de Carlos Jiménez chant), Carlos Lorda (guitare, chant), Emilio Sánchez-Ortega (guitare), Pepe Lázaro (basse) et Chico Palenzuela (batterie).

## Histoire
Le groupe est formé en 1987 à Ceuta. Cette même année, ils enregistrent leur premier album dans la ville de Malaga, en Espagne. L'album contient huit chansons et reçoit de très bonnes critiques dans les médias spécialisés. Pendant toute la décennie des années 1990, ils enregistrent plusieurs démos, notamment Rebelde ou Fuerza Vital, mais ils n'en publient aucune. En 2003, ils réalisent leur deuxième album, avec la collaboration de Manu López à la basse. L'album s'intitule Creyente, et contient huit titres, dont la chanson qui donne son nom à l'album, Locura et María, entre autres.
En 2010, Carlos Jiménez, le fils de Carlos Lorda, rejoint le groupe et prend sa place au chant, laissant son père seul à la guitare. En 2012, ils enregistrent à Madrid leur troisième album, intitulé Para toda la eternidad. Les producteurs sont Alberto Seara et Carlos Escobedo, chanteur du mythique groupe espagnol Sôber. Il est enregistré au studio Cube, et masterisé par Ue Nastasi à New York aux studios Sterling Sound. Les batteries de cet album sont toutes enregistrées par Manu Reyes, batteur également de Sôber. Pour la tournée de présentation de cet album, ils bénéficient de l'aide de Luis « Mai » Luna à la batterie et, à certaines occasions, de Gabriel León à la basse.

## Discographie

### Albums studio
- 1989 : Sheilan
- 2003 : Creyente
- 2012 : Para toda la eternidad

### Démos
- 1990 : Sin Salida
- 1991 : Fuerza Vital
- 1992 : Rebelde
- 1995 : Malos Hábitos
- 2015 : Maquetas (1990-1997)

### Collaborations
- 2012 : Inquietud (avec Carlos Escobedo)
- 2012 : Para toda la eternidad (album avec Manu Reyes)